# 御史とジョイ
『御史とジョイ』（オサとジョイ、韓国語：어사와조이）は2021年11月8日から12月28日まで、tvNで放送された大韓民国のテレビドラマである。当ドラマはtvN15周年特別企画月火ドラマである。

## あらすじ
成り行きで背中を押されて御史になってしまった、見た目だけは立派な美食家の坊っちゃんと、幸せを探して突進する朝鮮時代の棄別婦人（離婚した女性）の“陽気なコミカルカップル捜査ショー”。

## 出演
()は日本語吹替え版の声優

### 主要人物
ラ・イオン：オク・テギョン（2PM）（声：新井良平）
暗行御史（アメンオサ）。名家のお坊ちゃまで美食家。科挙を受けたら首席で合格し、地方の不正を取り締まる王の密使「暗行御史」に任命され、従者２人と赴任地へ赴く。
キム・ジョイ：キム・ヘユン（声：臼井美紗子）
儒教の聖地である朝鮮で「人生で離婚することもある」という珍しいマインドを持つ、時代を先取りした現実主義者。賭博中毒のマザコンと3年前に結婚し、毎日薄氷と活火山を行き来するような家庭内戦争の末に上品に離婚を提案してみたが一言で断られ、役所に離婚を申し立てる。偶然出会ったイオンのおかげで離婚が成立し村を出て、イオンの捜査に協力する。

### 周辺人物
ユクチル：ミン・ジヌン（声：櫻井慎也）
イオンの従者。
クパル：パク・ガンソプ（声：矢野龍太）
イオンの従者。
グァンスン：イ・サンヒ（声：山崎亜弓）
清に献上されたが、後に帰国した還郷女（ファニャンニョ）。ソヤン商団の使用人。
ビリョン：チェ・ウォンビン（声：笹本菜津枝）
ソヤン商団から逃がした孤児たちと一緒に山に隠れて暮らしている。ジョイの親友だった、亡くなったファン・ボリとそっくりの容姿をしている。
パク・スン：チョン・ボソク（声：モアイ岩下)
領議政（ヨンイジョン）（朝廷の最高位官職者）。朝廷や地方の役人たちに権力をふるう。
パク・テソ：イ・ジェギュン（声：小川大介）
パク・スンの庶子。両班の庶子たちと作っている盗賊団の頭。父パク・スンに認められたがっている。
パク・ドス：チェ・テファン（声：時永ヨウ)
パク・スンの息子。父パク・スンの愛情を受けわがまま。
チャ・マルチョン：チョン・スンウォン（声：林大地)
ソヤン商団の主。
ドクボン：ペ・ジョンオク（声：江口育美)
迫害されている還郷女（ファニャンニョ）や孤児たちのための村を作り守っている。
ファン・ボリ：チェ・ウォンビン（声：櫻庭有紗）
ジョイの親友。郡の長、郡守（クンス）の子を妊娠していたが、死体で発見される。
バフェ：ハ・スンジン（声：阿部太樹)
ドクボンの護衛。
チ・メンス：キム・ヒョンジュン（声：露崎亘)
パク・テソの仲間。
カン・ハンギ：パク・シナ（声：東城日沙子)
パク・テソの仲間。江華(カンファ)島で武器の密貿易を仕切っている。
チョ氏夫人：ヤン・ヒギョン（声：八百屋杏)
イオンの祖母。
チャン・パッスン：ナム・ミジョン（声：葉瀬ふみの)
ジョイが離婚した元夫の母親。
ノ・チュハン：チュ・ジンス（声：林大地)
ジョイが離婚した元夫。

## 日本での放送・DVD

### 日本での放送
日本での放送は、2022年6月24日にCSチャンネル衛星劇場にて1話を先行放送、同年7月22日に同チャンネルにて本放送された。後に、2022年12月30日よりWOWOWにて『御史＜オサ＞とジョイ～朝鮮捜査ショー～』（オサとジョイ～ちょうせんそうさショー～）という邦題で放送される。また、2023年12月3日から2024年3月24日までNHK BS・NHK BSプレミアム4Kにおいて日本語吹き替え版が放送。
- 衛星劇場：2022年7月22日[13] - 2022年11月4日[14]（毎週金 23時00分 - 翌0時15分）
  - 同上：2022年7月28日[15] - 2022年11月10日[16]（毎週木 13時30分 - 14時45分）
  - 同上：2022年11月7日[17] - 2022年11月28日[18]（毎週月〜金 6時15分 - 7時30分）
- WOWOW：2022年12月30日[19] - （毎週金 19時00分 - 21時30分）
- NHK BS・NHK BSプレミアム4K：2023年12月3日 - 2024年3月24日（毎週日 21時00分 - 22時00分）

### 映像作品
2023年11月8日・12月6日に『御史＜オサ＞とジョイ～朝鮮捜査ショー～』のタイトルで、日本版DVDが発売された。全16話の韓国版を再編集し、全32話構成としてDVD-BOX1・2に収録されている。
- 発売日
  - 2023年11月8日：DVD-BOX1（1話～16話）
  - 2023年12月6日：DVD-BOX2（17話～32話）
- 発売元：ストリームメディアコーポレーション
- 販売元：TCエンタテインメント
- © STUDIO DRAGON CORPORATION